# ミラム郡 (テキサス州)
ミラム郡（ミラムぐん、英: Milam County）は、アメリカ合衆国テキサス州の中央部に位置する郡である。2010年国勢調査での人口は24,757人であり、2000年の24,238人から2.1％増加した。郡庁所在地はキャメロン市（人口5,552人）であり、同郡で人口最大の都市はロックデール市（人口5,595人）である。ミラム郡は1836年に設立され、郡名は初期開拓者で、テキサス革命の軍人だったベンジャミン・ラッシュ・マイラムに因んで名付けられた。

## 地理
アメリカ合衆国国勢調査局に拠れば、郡域全面積は1,022平方マイル (2,646 km2)であり、このうち陸地1,017平方マイル (2,633 km2)、水域は5平方マイル (13 km2)で水域率は0.48％である。

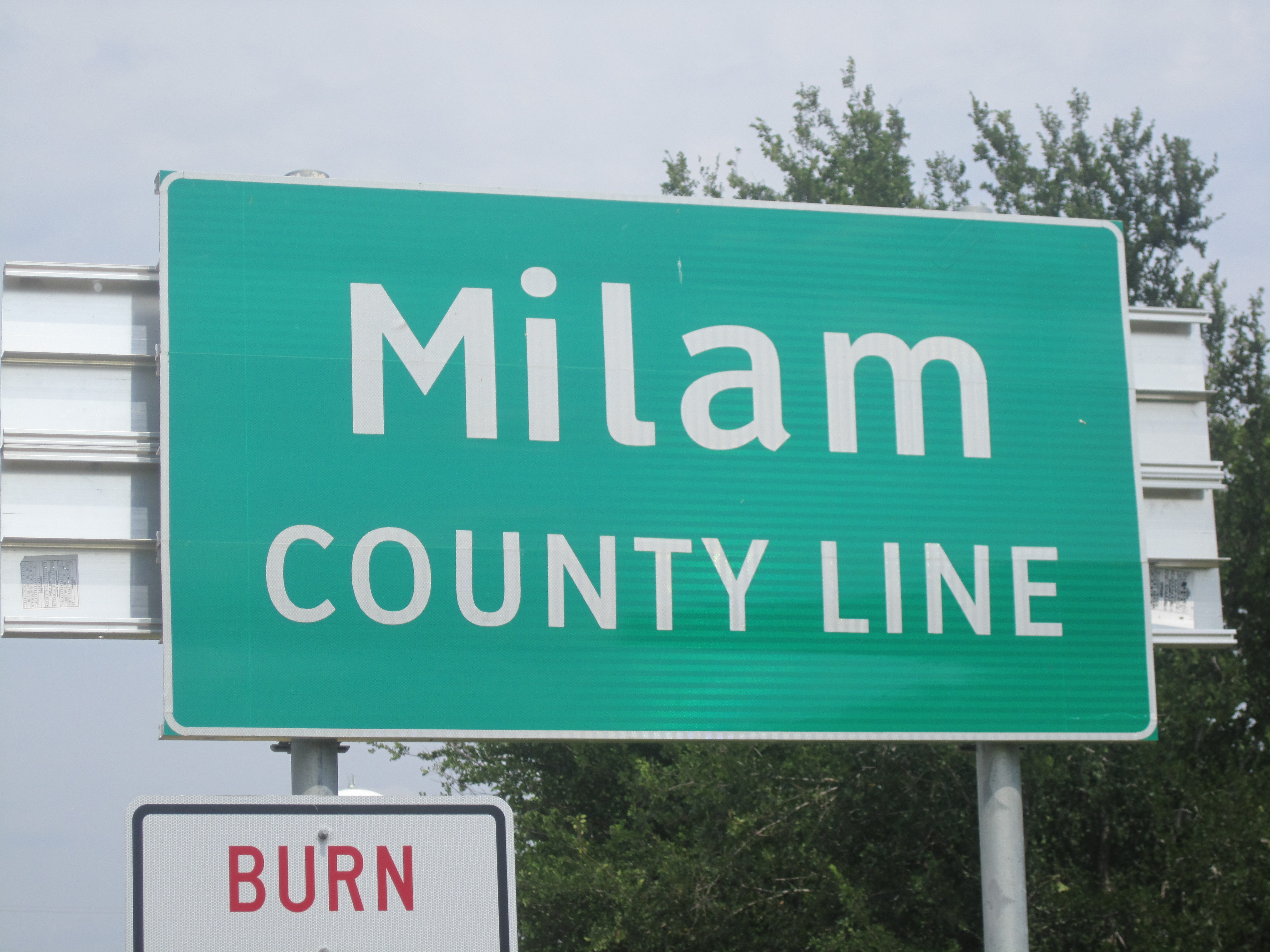
ミラム郡境の標識

### 主要高規格道路
- アメリカ国道77号線
- アメリカ国道79号線
- アメリカ国道190号線
- テキサス州道36号線

### 隣接する郡
- フォールズ郡 - 北
- ロバートソン郡 - 北東
- バールソン郡 - 南東
- リー郡 - 南
- ウィリアムソン郡 - 南西
- ベル郡 - 北西

## 人口動態
以下は2000年の国勢調査による人口統計データである。
| 基礎データ - 人口: 24,238人 - 世帯数: 9,199 世帯 - 家族数: 6,595 家族 - 人口密度: 9人/km2（24人/mi2） - 住居数: 10,866軒 - 住居密度: 4軒/km2（11軒/mi2） 人種別人口構成 - 白人: 78.99% - アフリカン・アメリカン: 11.05% - ネイティブ・アメリカン: 0.50% - アジア人: 0.22% - 太平洋諸島系: 0.01% - その他の人種: 7.70% - 混血: 1.63% - ヒスパニック・ラテン系: 18.63% 先祖による構成 - アメリカ人：16.7％ - ドイツ系：16.1％ - イギリス系：7.2％ - アイルランド系：6.8％ 年齢別人口構成 - 18歳未満: 27.5% - 18-24歳: 7.7% - 25-44歳: 24.7% - 45-64歳: 22.9% - 65歳以上: 17.2% - 年齢の中央値: 38歳 - 性比（女性100人あたり男性の人口） - 総人口: 96.1 - 18歳以上: 90.6 | 世帯と家族（対世帯数） - 18歳未満の子供がいる: 32.4% - 結婚・同居している夫婦: 56.5% - 未婚・離婚・死別女性が世帯主: 11.3% - 非家族世帯: 28.3% - 単身世帯: 25.9% - 65歳以上の老人1人暮らし: 14.1% - 平均構成人数 - 世帯: 2.59人 - 家族: 3.11人 収入と家計 - 収入の中央値 - 世帯: 33,186米ドル - 家族: 40,431米ドル - 性別 - 男性: 30,149米ドル - 女性: 20,594米ドル - 人口1人あたり収入: 16,920米ドル - 貧困線以下 - 対人口: 15.9% - 対家族数: 12.2% - 18歳未満: 21.8% - 65歳以上: 15.3% |

## 都市と町
- バックホルツ
- キャメロン - 郡庁所在地
- ミラノ
- ロックデール
- ソーンデール

### 未編入の町
| - ベンアーノルド - バーリントン - デイビラ - ゴース - ライラック - メイズフィールド | - ナッシュビル - サンガブリエル - シャープ - シルバーシティ - トレイシー |

## 教育
ミラム郡の公共教育は下記の独立教育学区が管轄している。
- バックホルツ独立教育学区
- キャメロン独立教育学区
- ゴース独立教育学区
- ミラノ独立教育学区
- ロックデール独立教育学区
- ソーンデール独立教育学区.

この他に隣接する郡に本部があるが、ミラム郡内にも範囲が及んでいる教育学区として、バートレット、コールドウェル、ホランド、ローズバッド・ロット各独立教育学区がある。
ソーンデールにあるセントポール・ルーテル学校は、幼稚園前から8年生までを教える私立学校である。